# 德比普尔
德比普尔（Debipur），是印度西孟加拉邦Barddhaman县的一个城镇。总人口9115（2001年）。

## 人口
该地2001年总人口9115人，其中男性4777人，女性4338人；0—6岁人口1131人，其中男557人，女574人；识字率68.05%，其中男性为74.96%，女性为60.44%。